# 松阪広政
松阪 広政（まつざか ひろまさ、1884年（明治17年）3月25日 - 1960年（昭和35年）1月5日）は、日本の司法官僚・政治家。
検事総長、および太平洋戦争時の司法大臣を歴任した。

## 生涯
京都府久世郡宇治町（現在の宇治市）の地主で製茶業の家に生まれた。京都二中、東京神田中学校、一高を経て、1910年（明治43年）、東京帝国大学法科を卒業。1912年（大正元年）、検事となる。
名古屋裁判所の検事だった1925年3月に定型犯として賭博に関する調査を命じられた。7月に東京へ転出した後も高木常七により継続され12月に完成。あくまで事務処理の利便目的だったが結果が優れていたため、司法資料に取り上げられた。藤田五郎も任侠百年史に一部を収録した『司法資料　賭博に関する調査』は後に風媒社より復刻された。
1927年10月、一般検察実務から独立した思想問題専従の特別部として「思想専門」（通称。思想部）が東京地方裁判所検事局に設けられた際には、同局検事正 塩野季彦を次席検事として支え、平田勲思想部長を通じて、三・一五事件、四・一六事件の実質的指揮を執り、思想検事として思想・言論を対象とした治安維持法適用に関わった。
司法省刑事局長、東京控訴院検事長を経て、1941年（昭和16年）に検事総長となる。1943年（昭和18年）、東條英機の命により“反東條”で知られる中野正剛の強引な逮捕に協力したため、中野を自殺に追い込んだ者の一人ともいわれている（中野正剛事件）。1944年（昭和19年）、小磯内閣の司法大臣となり、1945年（昭和20年）、鈴木貫太郎内閣でも留任、戦時体制下の思想統制（ないし思想弾圧）を進めた。同年8月15日、貴族院議員に勅選された。
その間、弟・政文が日中戦争で、また息子・廣次が沖縄戦で特攻隊として戦死している。
1945年（昭和20年）12月2日、連合国軍最高司令官総司令部は日本政府に対し松阪を逮捕するよう命令（第三次逮捕者59名中の1人）。A級戦犯の容疑で巣鴨プリズンに勾留される。1946年（昭和21年）4月1日、貴族院議員を辞職。その後、釈放。公職追放となり、晩年は佐藤栄作の弁護士を務めていた。